# Sinobatis borneensis
Sinobatis borneensis är en rockeart som först beskrevs av Chan 1965.  Sinobatis borneensis ingår i släktet Sinobatis och familjen Anacanthobatidae. IUCN kategoriserar arten globalt som livskraftig. Inga underarter finns listade i Catalogue of Life.